# Annakirche (Benningen)

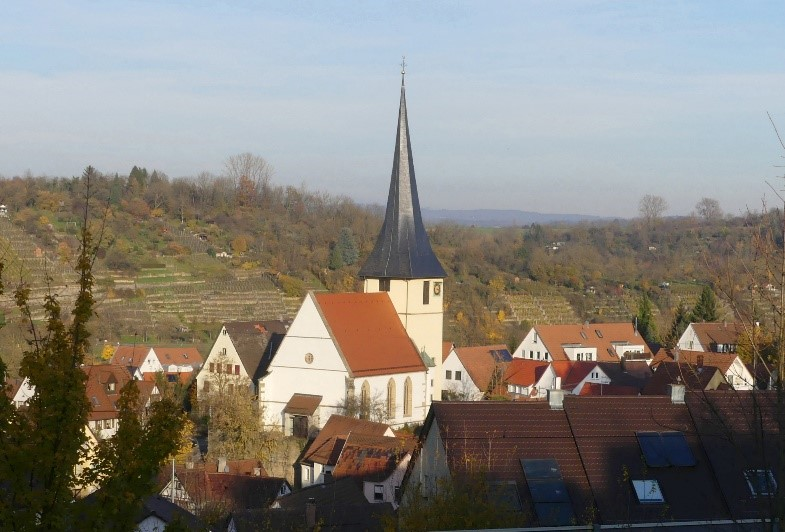
Annakirche in Benningen am Neckar

Die evangelische Annakirche in Benningen am Neckar, einer Gemeinde im Landkreis Ludwigsburg in Baden-Württemberg, ist eine mittelalterliche dörfliche Wehrkirche und ein Wahrzeichen des Ortes.

## Geschichte

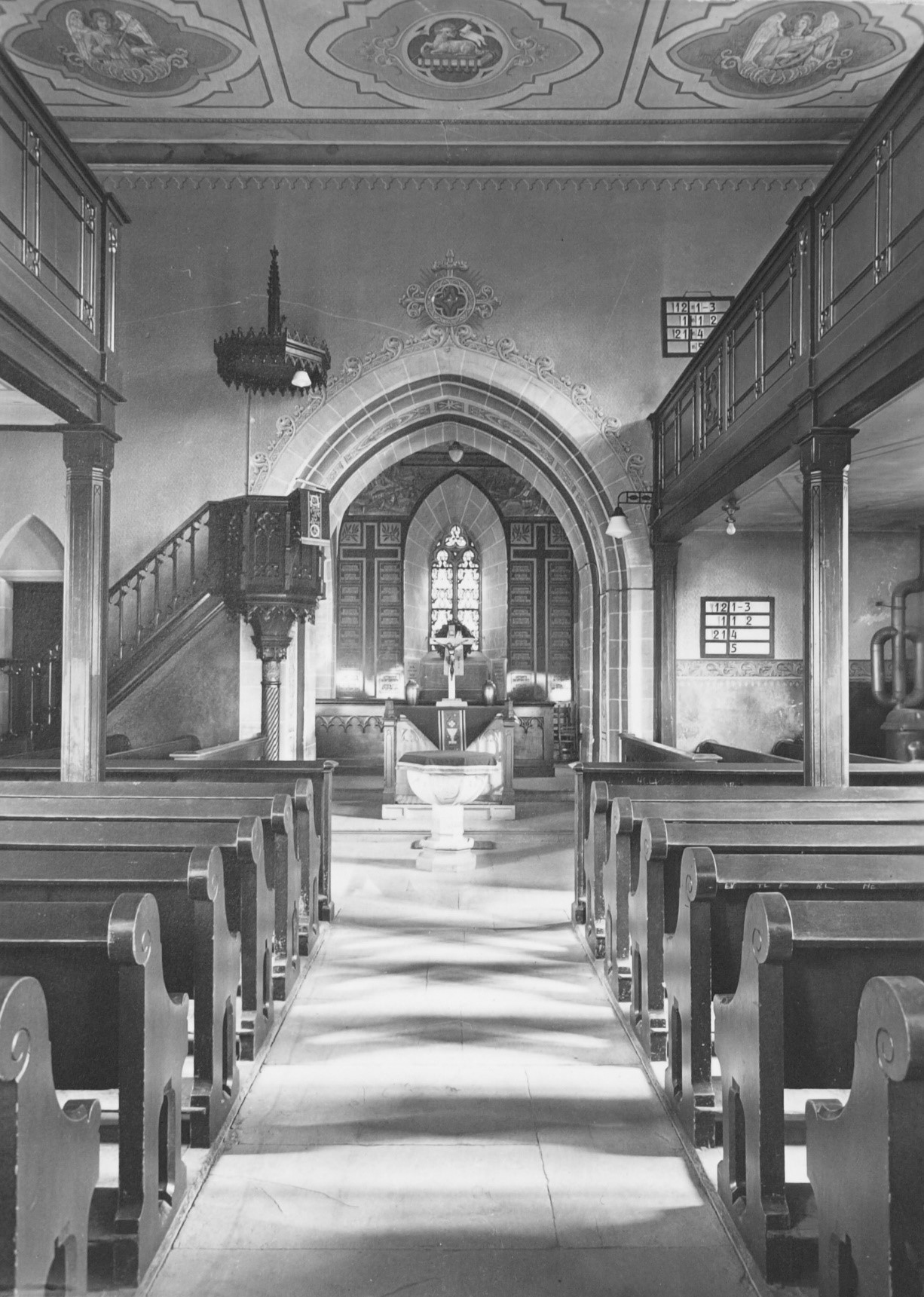
Innenraum vor der Renovierung in den 1960ern

Die Christianisierung begann wohl im 6./7. Jahrhundert mit der Hoheit der Franken über den Raum. Vermutlich bestand schon vor dem Jahr 800 eine Kirche, die „unserer lieben Frau“, d. h., der Maria geweiht war. Da die Kirchenbücher im Dreißigjährigen Krieg und dann nochmals 1693 beim Franzoseneinfall verbrannten, gibt es erst ab 1694 verlässlichere Unterlagen über die weitere Entwicklung.
Ältester Teil der heutigen Kirche ist der romanische Turm, der um 1200 errichtet wurde. Das Schiff ist spätgotisch; wie Reste des Giebelanschlusses am Kirchturm zeigen, ersetzte es einen deutlich kleineren Vorgängerbau. Die Jahreszahl 1527 über dem westlichen Haupteingang deutet auf einen Abschluss der Bauarbeiten in diesem Jahr hin. Hier befindet sich auch ein Steinmetzzeichen aus der Werkstatt des Baumeisters Peter von Koblenz. Ende des 15. Jahrhunderts blühte vielfach der Kult der Heiligen Anna, der Mutter Marias, auf. In diesem Zeitraum, möglicherweise im Zusammenhang mit dem Neubau, fand ein Patroziniumswechsel statt; die Benninger Kirche wurde zur Annakirche.
In seinen Dimensionen hat sich der Innenraum der Annakirche seit 1527 kaum verändert; er wurde jedoch vielfach umgestaltet. So hatte das Langhaus ursprünglich eine Sichtbalkendecke und die ausgemauerten Felder zwischen den Balken sowie die Decke waren mit Ornamenten verziert.
Bis zur Einführung der Reformation gab es neben dem Hauptaltar weitere Altäre für Maria und die Heilige Ursula. 1534 beantragten „Schultheiß, Gericht und Gemeinde zu Binningen“ bei Herzog Ulrich die Bestellung eines Pfarrers, der „das Wort Gottes lauter und rein verkündige“. Um 1540 ist Hans Krapff als evangelischer Pfarrer in Benningen nachgewiesen. In diesem Jahr traf auch Herzog Ulrich eine Entscheidung in der stark umkämpften Bilderfrage; danach sollten Altäre und Heiligenbilder aus der Kirche entfernt werden. In diesem Zusammenhang wurden die vorher ockergelben Deckenbalken und die Wandornamente sorgfältig weiß übertüncht. Der ursprüngliche Zustand hat sich nur für drei Gefache vor dem Altarraum erhalten, wohl weil die Decke hier auf die Unterseite der Deckbalken abgesenkt wurde.
Um ein größeres Sitzplatzangebot zu erhalten, wurden Emporen eingebaut. In diesem Zusammenhang wurde auch der Treppenturm neben dem Kirchturm angebaut. Der 1967 zugemauerte Zugang zur Südempore ist noch heute sichtbar.
Ein Wandel im Geschmack führte zu den nächsten fassbaren Veränderungen im Innenraum; die nach der Reformation getünchten Wände wurden wieder bemalt, die Kirchen ausgeschmückt. Die Emporebrüstungsbilder entstanden um 1700. Über der Sakristeitür steht die Zahl 1738.
Spätestens 1864 hatte die Decke keine Balken mehr und große Emporen beherrschten den Raum. 1967 wurden die Seitenemporen beseitigt und durch eine größere Querempore ersetzt.

## Architektur
Die Annakirche ist eine einschiffige Chorturmkirche. Äußerlich sind am Turm keine romanischen Bauelemente mehr zu erkennen; sein elegantes, etwas eingezogenes Dach bekam er 1846. Das spätgotische Schiff wird auf beiden Seiten von drei großen Fenstern mit abwechslungsreichem Maßwerk erhellt. Von den gegenüberliegenden Portalen wurde das auf der Südseite 1967 geschlossen. Schmuckelemente wurden nur sparsam verwendet. Die Fassade der Westseite wird von diagonal gestellten Strebepfeilern eingerahmt. Dazu kommen drei gliedernde Gesimse und eine kleine Rosette mit Maßwerk sowie das von einem späteren Vorbau verdeckte Hauptportal. Das Sockelgesims führt um das ganze Gebäude, dazu kommt auf der Ost- und Westseite ein mehrfach unterbrochenes Gesims, das elegant die beiden Seitenportale umschließt.
Spätere Anbauten sind in der Nordostecke die Sakristei und in der Südostecke der Treppenturm. Mit Sicherheit ist er nicht der ursprüngliche Zugang zum Kirchturm, da dieser nur durch einen rohen Mauerdurchbruch angeschlossen ist.

## Ausstattung

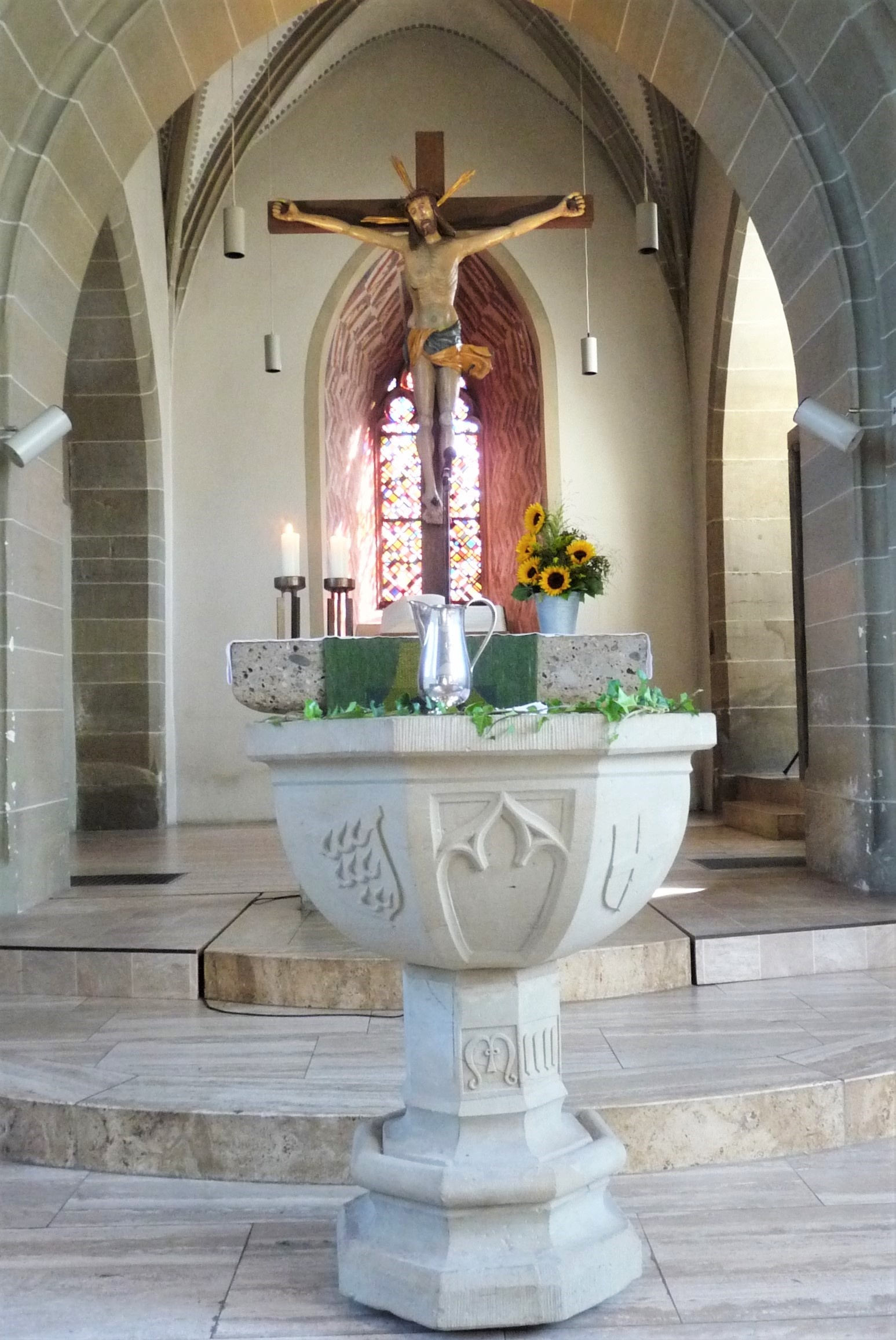
Altarbereich und Chorraum

Für eine Dorfkirche, die nie einem Adelsgeschlecht als Hauskirche diente, besitzt die Annakirche einige bemerkenswerte Ausstattungsstücke.
Das spätgotische Taufbecken, eine Kopie von 1864, trägt am Fuß die ursprüngliche Datierung MCCCCLXXXI (1481). Die als Schmuck angebrachten Wappen des Hauses Württemberg und des Bistums Speyer zeigen die damaligen weltlichen und geistlichen Herrschaftsverhältnisse auf. Ein ähnlicher Taufstein von 1494 befindet sich in der Januariuskirche in Erdmannhausen.
Der Altarkruzifixus im Stil der Renaissance stammt wohl aus der zweiten Hälfte des 16. Jahrhunderts. Im Netzgewölbe des Chors mit einer Rose als Schlussstein stammen die roten und schwarzen Ornamente ebenfalls aus der Renaissance.
Bei der Neugestaltung 1967 wurden zwei Wandmalereien freigelegt. Die ältere an der Südwand stellt die Apostel Judas Thaddäus und Matthias dar; sie sind mit ihren Symbolen Keule und Beil dargestellt. Das Gemälde aus dem späten 16. Jahrhundert zeigt Ähnlichkeiten mit Darstellungen in der Beihinger Amanduskirche und könnte der Rest eines Apostelzyklus sein.
Das „Himmlische Jerusalem“ auf der Nordseite, das 1685 zur Erinnerung an den Benninger Pfarrer Johann Jakob Kies (1643–1681) gestiftet wurde, hat wohl der Reutlinger Maler Johann Christoph Herrmann gefertigt; dieser hat auch die Wandbilder in der Bissinger Kilianskirche geschaffen. Der Maler hält sich genau an die Beschreibung in Offenbarung 21.
An der Westwand hängen restaurierte ehemalige Emporebrüstungsbilder, die Ereignisse aus dem Alten und Neuen Testament zeigen. Sie dürften um 1700 entstanden sein und wurden 1860 beim Umbau der Kirche entfernt. Die vierzehn noch erhaltenen Bilder zeigen Isaaks Opferung, die Anbetung der Könige, die Flucht nach Ägypten, den zwölfjährigen Jesus im Tempel, Jesus in Gethsemane, den Judaskuss, Jesus vor Herodes, Jesus vor Pilatus, Jesu Geißelung, die Kreuztragung, die Grablegung, die Auferstehung, den ungläubigen Thomas und das Pfingsterlebnis.
Die Glasgemälde des Wengerters mit Rebstock, des Sämanns und des Schnitters schuf 1927 der Kirchenmaler Rudolf Yelin (1902–1991). 1928 malte er im Chor, der damals als Gedenkstätte der Gefallenen des Ersten Weltkriegs ausgestaltet wurde, einen unter dem Kreuz zusammengebrochenen Christus.
Bei der Kirchenrenovierung 1967/68 entwarf er das Deckengemälde und setzte es zusammen mit seinen Mitarbeitern um. Thema ist das Neue Jerusalem mit seinen 12 Toren. Der Entwurf für das farbenprächtige Chorfenster stammt ebenfalls von Yelin. Besonders ist, dass sich in der Annakirche sowohl Werke aus Yelins Anfangszeit als auch seines späteren Wirkens finden lassen und sich so die Entwicklung in seinem Schaffen nachvollziehen lässt.

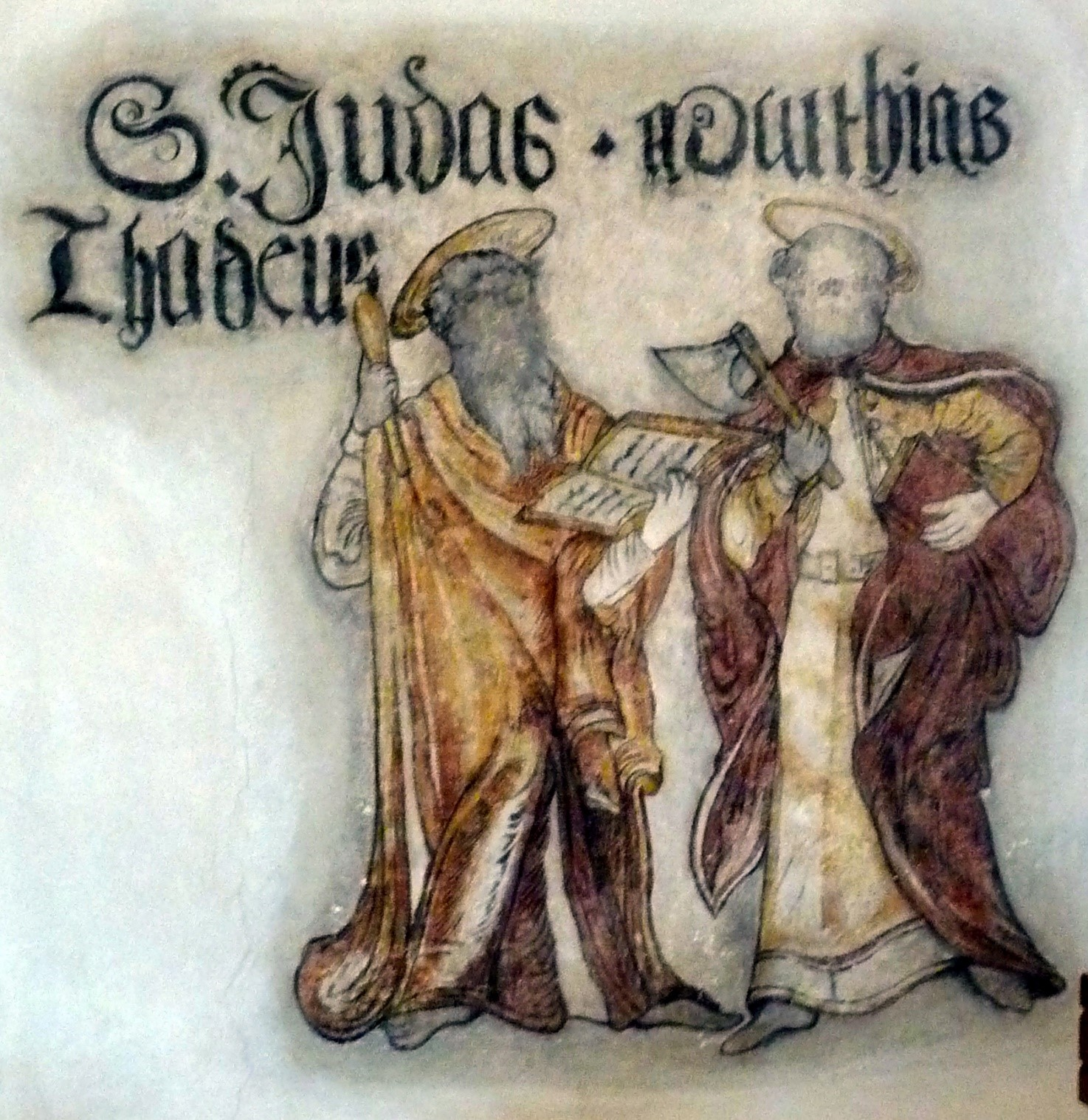
Bild der Apostel Judas Thaddäus und Matthias
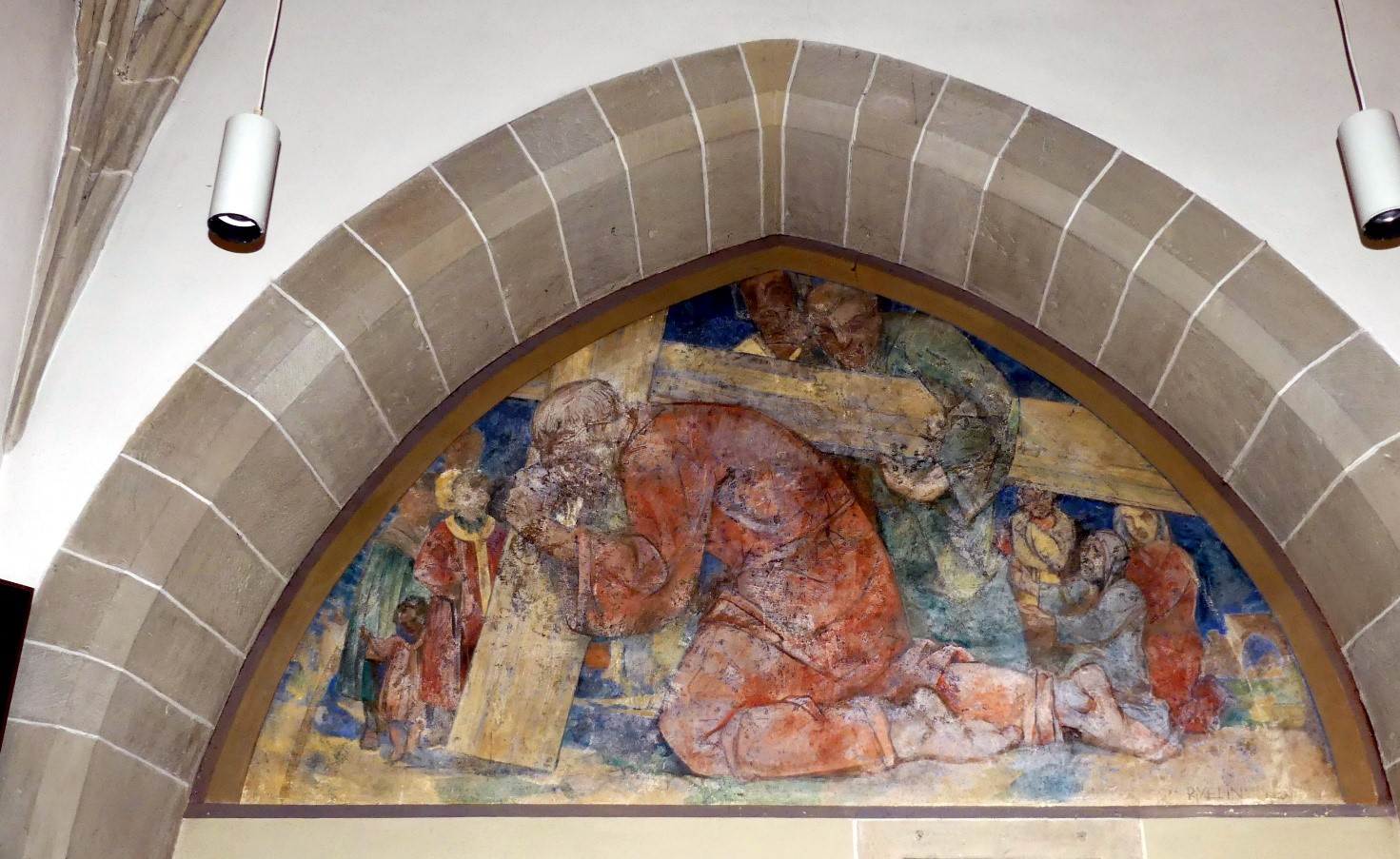
Unter dem Kreuz zusammengebrochener Christus im Chorraum
Glasfenster „Wengerter mit Weinstock“
Deckengemälde „Neues Jerusalem mit zwölf Toren“